# Penicillaria maculata
Penicillaria maculata là một loài bướm đêm trong họ Noctuidae.